# Červený Hrádek
Červený Hrádek är en ort i Tjeckien.   Den ligger i regionen Södra Böhmen, i den centrala delen av landet, 130 km sydost om huvudstaden Prag. Červený Hrádek ligger 524 meter över havet och antalet invånare är 212.
Terrängen runt Červený Hrádek är lite kuperad. Runt Červený Hrádek är det ganska tätbefolkat, med 56 invånare per kvadratkilometer. Närmaste större samhälle är Dačice, 8,7 km sydväst om Červený Hrádek. Trakten runt Červený Hrádek består till största delen av jordbruksmark.